# La Plaine (Ginebra)

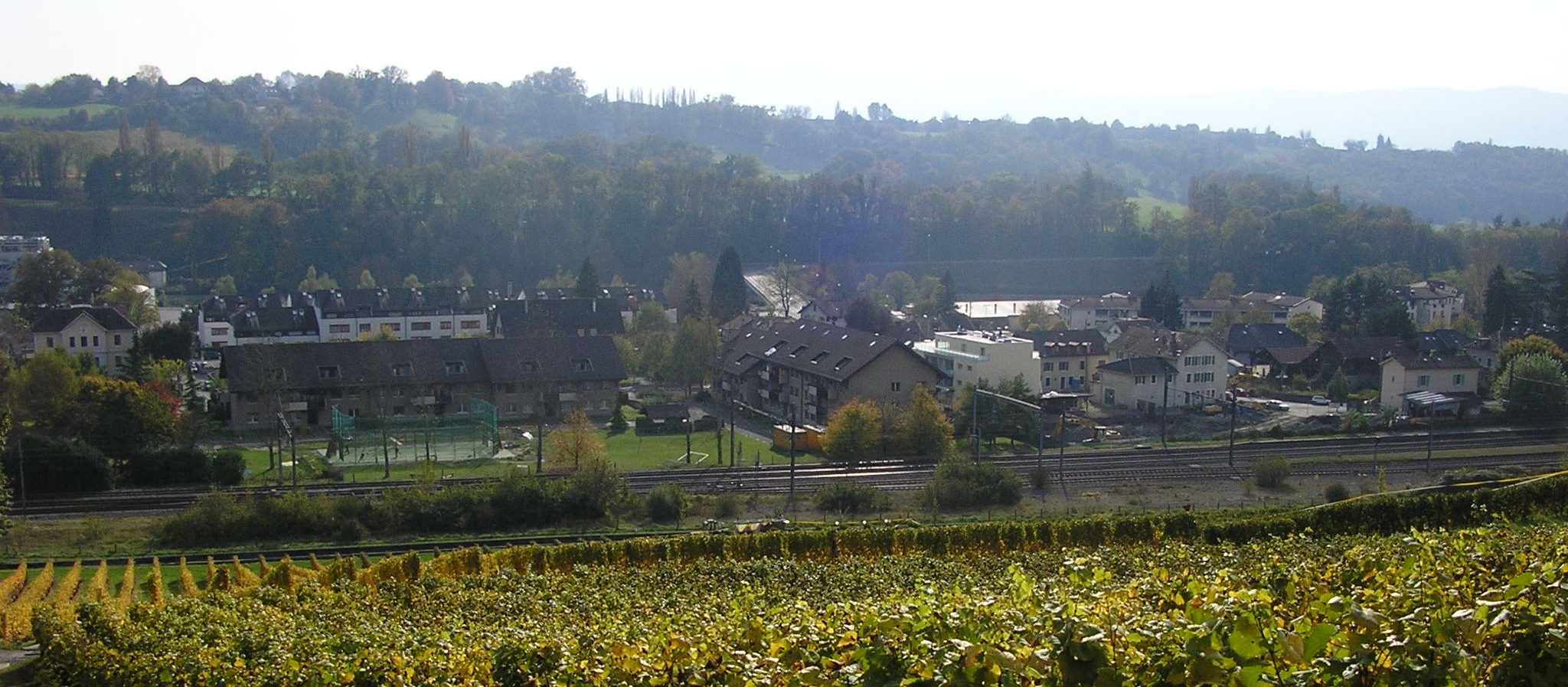
Vista de La Plaine

La Plaine es una localidad suiza perteneciente a la comuna de Dardagny, en el cantón de Ginebra. Está situada en la margen derecha del Ródano.
En la localidad se encuentra situada una factoría del grupo Firmenich. 

## Transportes
Ferrocarril
Cuenta con una estación ferroviaria donde paran trenes regionales hacia Ginebra.